# Spargaloma sexpunctata
Spargaloma sexpunctata là một loài bướm đêm thuộc họ Erebidae. Nó được tìm thấy ở coast to coast in lower Canada phía nam ở phía đông đến Florida, Mississippi và Arkansas, ở phía tây đến California.
Sải cánh dài 25–29 mm. Con trưởng thành bay từ tháng 5 đến tháng 9. There is one generation ở phía bắc and two hoặc more in Connecticut và miền nam Ohio.
Ấu trùng ăn các loài the underside of the leaf blades của Apocynum.